# Dustin Pedroia

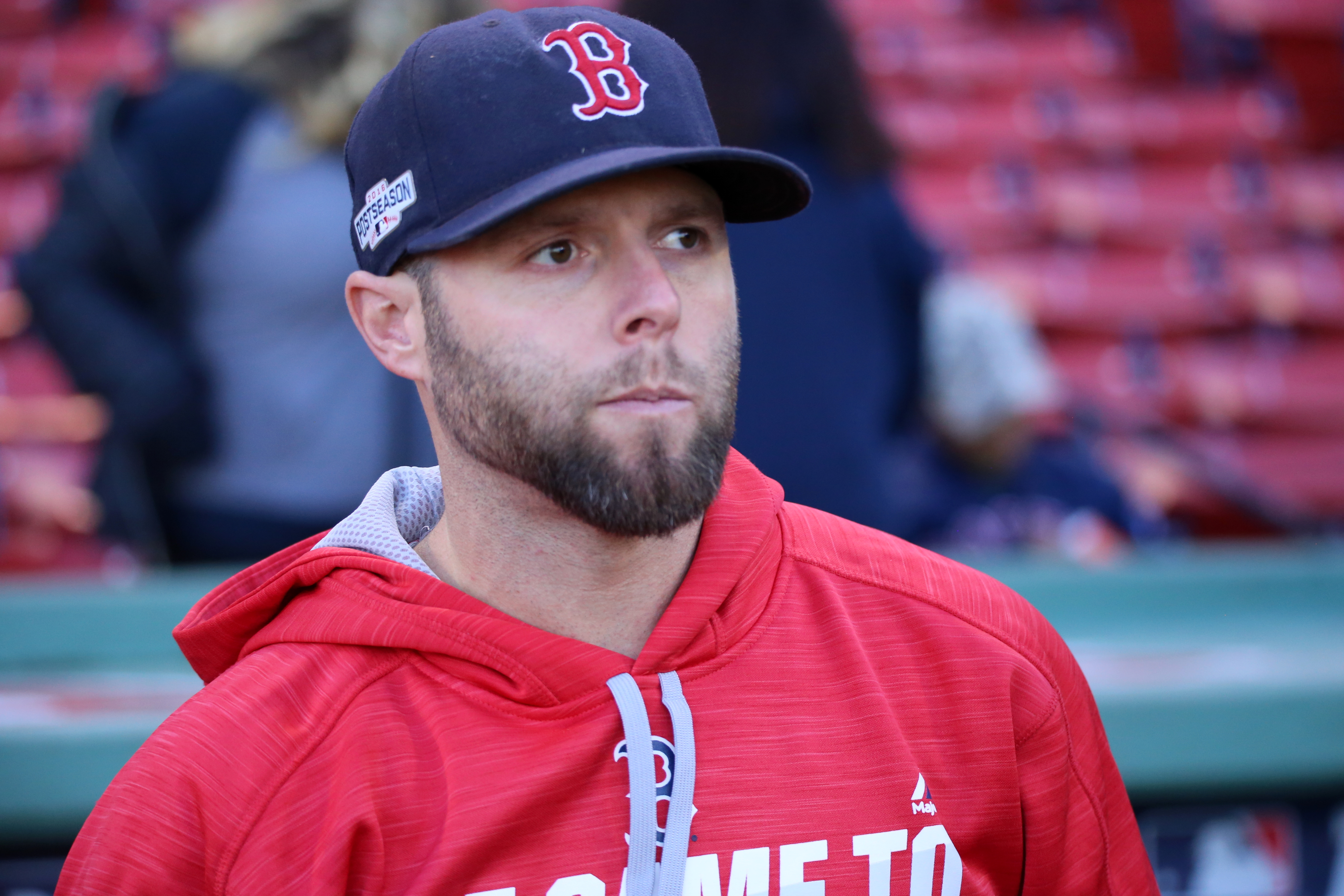
Dustin Pedroia i Boston Red Sox dräkt 2016.

Dustin Luis Pedroia, född den 17 augusti 1983 i Woodland i Kalifornien, är en amerikansk före detta professionell basebollspelare som spelade 14 säsonger i Major League Baseball (MLB) 2006–2019. Pedroia var andrabasman.
Pedroia spelade under hela sin MLB-karriär för Boston Red Sox och blev mycket populär i Boston. Han var tongivande när Red Sox vann World Series 2007 och 2013.

## Karriär

### College
Pedroia studerade vid Arizona State University 2002–2004 där han spelade baseboll för Arizona State Sun Devils i National Collegiate Athletic Association (NCAA). På tre säsonger missade han inte en enda match och hade ett slaggenomsnitt på hela 0,384. Han utsågs alla tre säsongerna både till lagets mest värdefulla spelare (MVP) och till Pacific-10 Conferences bästalag.

### Major League Baseball

#### Boston Red Sox
Pedroia draftades av Boston Red Sox 2004 som 65:e spelare totalt och redan samma år gjorde han proffsdebut i Red Sox farmarklubbssystem. Han debuterade i MLB för Red Sox den 22 augusti 2006.
Pedroia räknades som rookie även 2007 och vann Rookie of the Year Award efter en säsong med ett slaggenomsnitt på 0,317, åtta homeruns och 50 RBI:s (inslagna poäng). Red Sox vann den säsongen World Series över Colorado Rockies med 4–0 i matcher.
Nästföljande säsong vann Pedroia American Leagues MVP Award och blev därmed den tredje spelaren som vunnit MVP Award året efter det att han vunnit Rookie of the Year Award. Det var första gången sedan 1959 (Nellie Fox) som en andrabasman utsågs till MVP i American League. Han hade ett slaggenomsnitt på 0,326, 17 homeruns och 83 RBI:s och var etta i American League i bland annat poäng (118), hits (213) och doubles (54) samt tvåa i slaggenomsnitt. Han togs även ut till sin första all star-match och vann för första gången en Gold Glove Award och en Silver Slugger Award.

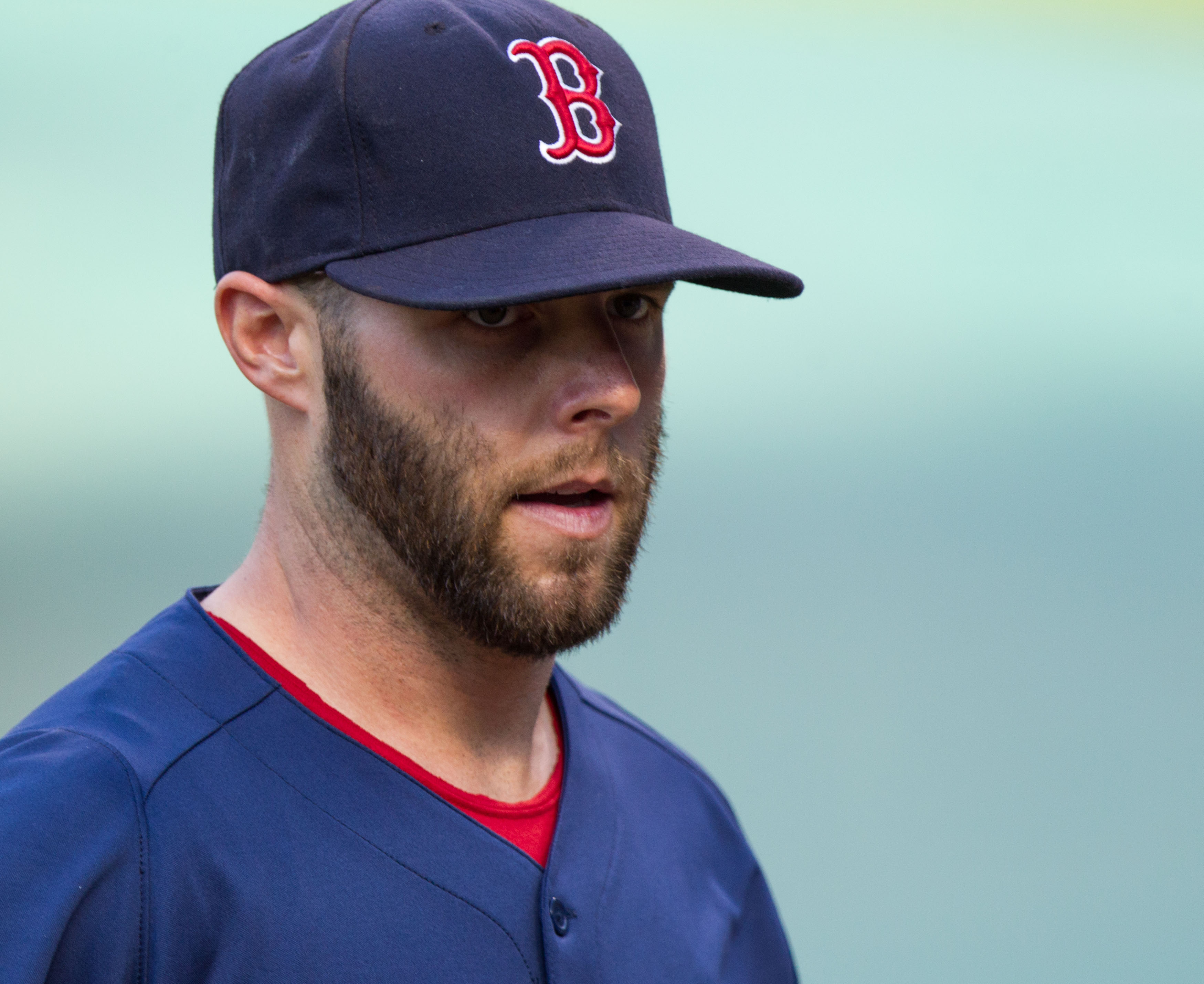
Pedroia inför en match 2012.

Pedroia togs ut till all star-matchen även 2009 och 2010. 2009 gjorde han för andra säsongen i rad flest poäng i American League (115). Efter 2011 års säsong erhöll han sin andra Gold Glove Award och två år senare sin tredje. 2013 togs han även ut till sin fjärde all star-match och var för andra gången med och vann World Series, denna gång över St. Louis Cardinals med 4–2 i matcher.
2014 vann Pedroia sin fjärde och sista Gold Glove Award, vilket innebar nytt klubbrekord för en infielder. Han presterade väl även de följande säsongerna, men började få problem med sitt vänstra knä 2017. Knät opererades efter den säsongen, men Pedroias comeback i maj 2018 varade bara i tre matcher och han tvingades till en ny operation. Under 2019 spelade han bara sex matcher i säsongsinledningen innan knät hindrade vidare spel och han genomgick ytterligare en knäoperation i augusti det året. Under 2020 års säsong spelade Pedroia inte alls.
Den 1 februari 2021 tillkännagav Pedroia att han avslutade karriären. På 1 512 matcher hade han ett slaggenomsnitt på 0,299, 140 homeruns och 725 RBI:s. Han låg på tio-i-topp-listan i Red Sox historia i flera statistiska kategorier – sexa i doubles (394) och stulna baser (138), åtta i hits (1 805), extra-base hits (549) och total bases (2 649) samt tia i poäng (922).

### Internationellt
Pedroia representerade USA vid World Baseball Classic 2009.

## Privatliv
Pedroia och hans fru Kelli har tre söner – Dylan, Cole och Brooks.